# Omar Dhani

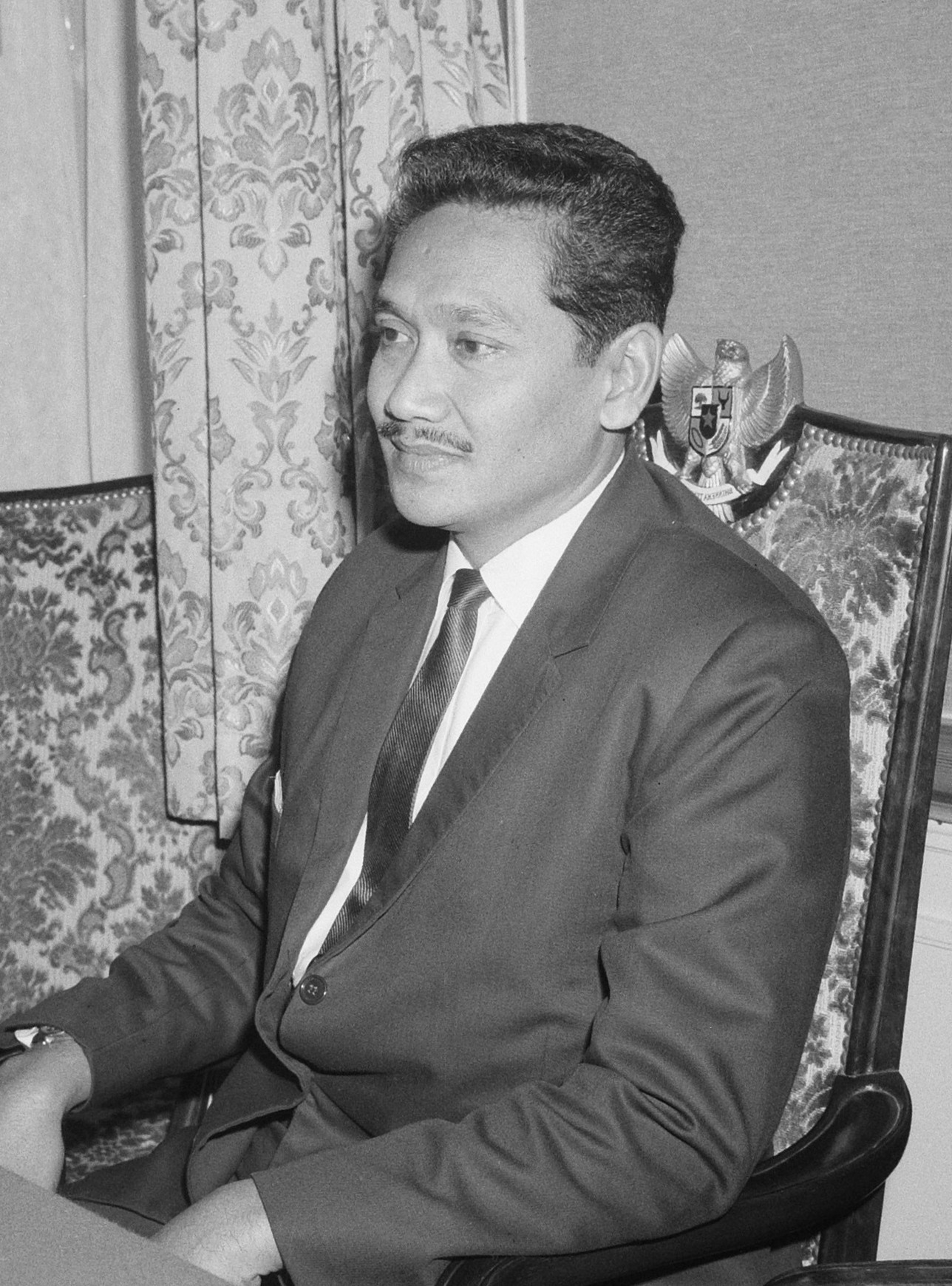
Omar Dani te Den Haag in 1965

Omar Dhani (Surakarta, 23 januari 1924 - Jakarta, 24 juli 2009) was een Indonesisch  legerleider en minister.
Dhani was van 1962 tot 1965 stafchef van de Indonesische luchtmacht en was een leidende figuur van de linkerzijde tijdens het bewind van Soekarno. In deze periode hadden de stafchefs van de Indonesische krijgsmacht de status van minister, en Omar Dhani maakt deel uit van de kabinetten Kerja II, III en IV en Dwikora I.
Omar Dhani ging in 1950 naar de luchtmachtacademie en volgde ook les in het buitenland. Hij maakte carrière en werd minister en commandant van de luchtmacht in januari 1962. Zijn steun aan Soekarno en aan de "30 september-beweging" in 1965 betekende zijn ondergang. Na de Kudeta (staatsgreep), werd hij gearresteerd en door het nieuwe regime van Soeharto opgesloten. Dhani kreeg gratie in 1995 en kwam vrij. Hij werd toen een van de belangrijkste bronnen voor onderzoek naar de rol van de luchtmacht in de staatsgreep van 1965.